# Lacrimae pondera vocis habent
 Lacrimae pondera vocis habent  лат. (изговор:  лакриме пондера воцис хабент). Сузе имају вриједност гласа. (Овидије)

## Поријекло изреке
Ову изреку је изрекао један од тројице највећих   пјесника  августовског доба у   Риму, Овидије.

## Тумачење
Сузе говоре. Изражавају тугу, радост, индиферентност, носталгију, уплашеност, изгубљеност...